# Tetourové z Tetova
Tetourové z Tetova (německy Tettauer von Tettau) byli starý německý, později počeštělý rytířský rod původem z hornolužické vsi Tetova (Tettau v dnešním Braniborsku), který v Čechách povýšil do panského stavu. Jejich postavení, přídomek i erb si koncem 16. století za podivných okolností přivlastnil rod Vchynských/Kinských (Kinští z Vchynic a Tetova).

## Historie

### Původ rodu
V Horní Lužici je tento rod doložen už roku 1220, kdy je zmiňován v listinných dokumentech Lupoldus de Tettowe jako svědek. Název obce se zapisoval různě: Tetthaw (1451), Tetaw (1455), Tettaw (1499), Tetten (1590) a posléze Tettau (1604). Od roku 1370 byla obec Tettau součástí zemí České koruny. 
Vztah obce Tetova s údajným obydlím kněžny Tety, druhé Krokovy dcery, je pouhou domněnkou. 

### V českých zemích

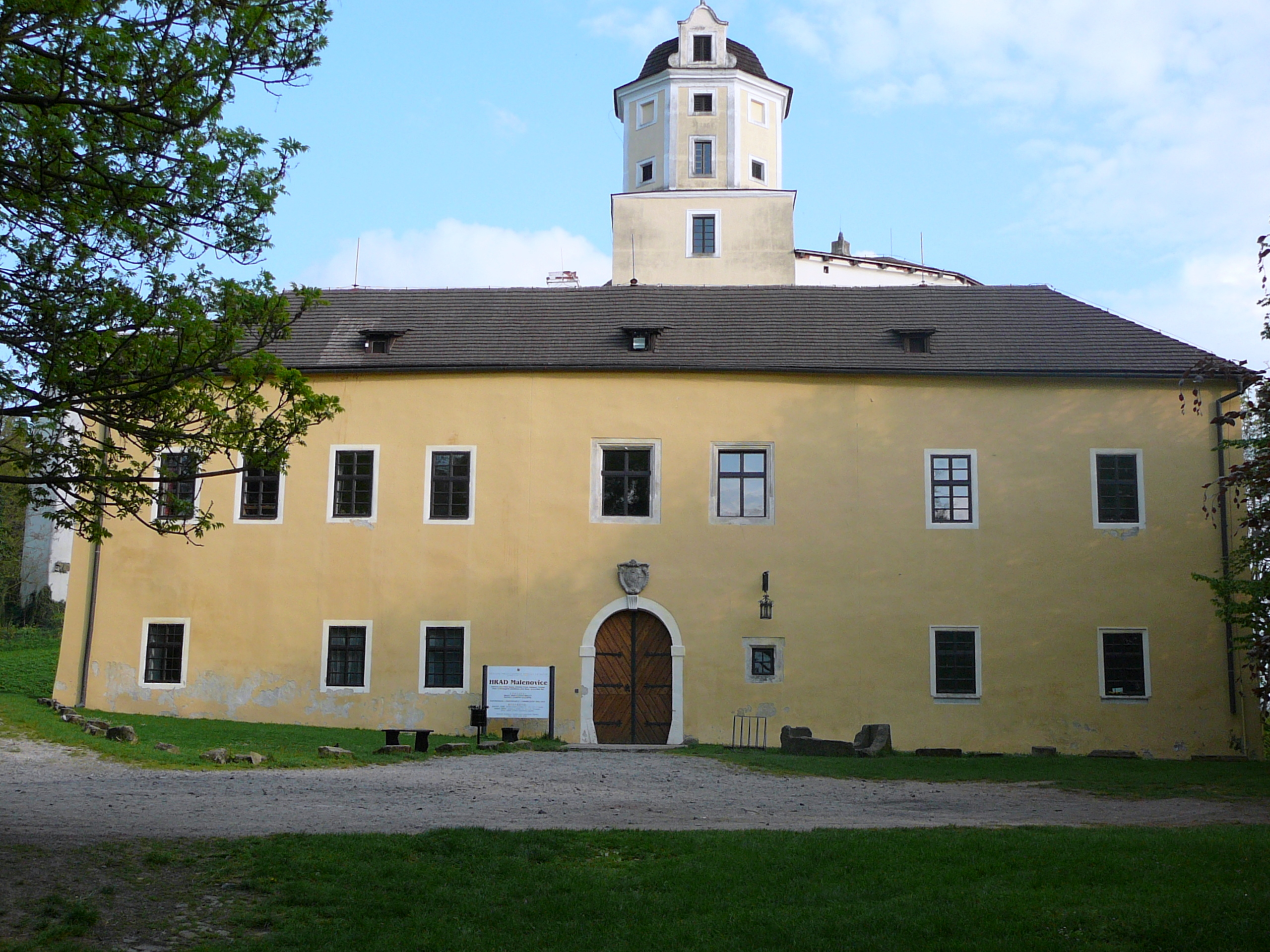
Hrad Malenovice

V roce 1306 byli v Čechách přijati do panského stavu,[zdroj?] koncem 14. století přišli na Moravu, kde se již roku 1402 objevili na zemském sněmu v Brně. Získali zejména na jihovýchodní Moravě významné majetky, ale již v 17. století se jejich jméno neobjevuje mezi moravskou šlechtou. Na Moravě vlastnili Tetourové Zlín (1485 Vilém Tetour, 1516 Jan Jiří a Václav, po nichž ve správě majetku následovali Jindřich a Burian. Ti také své dědictví roku 1590 prodali), Luhačovice (1563 Jindřich Tetour, 1579 Burian Tetour, 1585 Václav a Vilém, kteří to roku 1590 prodali), Malenovice (1492 Vilém Tetour, 1498 Jan, Jiří a Václav Tetour – od roku 1547 nejvyšší zemský písař. Od roku 1563 Burian Tetour, který Malenovice roku 1570 prodal), Šarovy (1532 prodává Václav Tetour), Nový Světlov (1563 Jindřich, 1579 Burian, 1585 Václav, který panství roku 1594 prodává), Veselou (Václav a Vilém (1578–87)), Vizovice (Václav 1592–1600), Doubravy (1592 prodává Václav Tetour), Bánov (získal Burian Tetour, po kterém následovali 1560 František Kašpar a roku 1572 Bedřich, po kterém majetek vlastnili bratři Václav a Vilém až do prodeje roku 1589), Bezměrov, Hradisko a Zlobice (Václav 1500–1520).
Počátkem 20. století vzkvétal tento rod jako svobodní páni z Tetova v zemích Pruského království.
Příchod do Čech není dostatečně doložen, prameny se v některých údajích rozcházejí. Podle pozdějších pramenů měl být prvním Tetourem přistěhovaným do Čech Kašpar Tetour (též Tetaur), který zde držel roku 1440 Nejdek. Poté přišli nezávisle na sobě další příslušníci rodu, z nichž nejznámějším je Vilém Tetour z Tetova, který se svými pěti bratry koncem 15. století sloužil Rožmberkům a často je zakládal i finančně. Podle dobového renesančního portrétu s erbem, který je dnes umístěn ve vstupním sálu zámku Hluboká, se nejméně jedna tetourovská dívka (dosud neurčená) vdala za některého Rožmberka.
Podle některých historických pramenů potomci rodu Tetourů z Tetova přešli z  Horní Lužice v 15. století na jižnější česká území. V mezidobí ovšem, již kolem roku 1316, jsou Tetourové dokumentováni v Čechách, kde sloužili jako hejtmanové králi Janu Lucemburskému.
| „ | Osvícenost knížectva, urozenost panstva, udatnost rytířstva svoboda, krása, mladost, spanilost, čestnost, mír a rozum. Když statku nemáš aneb jej snad marně zmrháš, z ničeho strach míti nebudeš, špatnějším mezi lidmi slúti budeš. | “ |
| — Nápis v Malovaném sále na hradě Malenovice, výzdoba z let, kdy hrad držel Václav Tetour z Tetova, L. P. 1541 | |   |

### Moravská linie
Moravská linie rodu získala značný majetek na Zlínsku (Zlín, Malenovice, Kyjov, Otrokovice, Vizovice, Březolupy, Šarov, Lukov a další). Václav Tetour, jeden ze synů Viléma Tetoura, působil jako nejvyšší zemský písař Markrabství moravského a v roce 1549 povýšil společně se synovcem Janem do panského stavu.
Po smrti jednoho z představitelů rodu, mladšího Jana Tetoura ze Zátvoru a Středokluk, roku 1596 po kterém zůstalo několik nezaopatřených potomků, se poručníky těchto sirotků stali (pravděpodobně) vzdálení příbuzní z rodu Vchynských, konkrétně Radslav Vchynský († 1619), který si podvodem přivlastnil rodový erb a výsady panského stavu rodu Tetourů. Tato událost je jen nepřímo doložená, protože mezi tím došlo 2. června 1541 k požáru na Pražském hradě a staré české zemské desky mimo jediný díl zcela shořely. Závažný zločin Radslava je zdokumentován v pramenech současníků a rodových vzpomínkách rodu Kinských. Zcizením (sjednocením) rodového erbu připravil Radslav Vchynský (Kinský) tetourovským potomkům nezáviděníhodnou budoucnost. Nejen, že postupně chudli, až přišli o rodový majetek, ale ztratili i kontinuitu s významnými předky. Zločin Radslava Vchynského, později Kinského se táhne českými dějinami a ovlivnil mnoho jeho nepřímých potomků, přesto, že rod Kinských získal na slávě, proslulosti i bohatství.
Rod Tetourů sídlil v Čechách i na Moravě až do počátků 17. století. V pozdějších letech se rozdělil do dvou zemských větví. Česká vlastnila statky ve středních a východních Čechách (Suchdol, Vrchlabí, Vlksice, Kácov, Středokluky a další). V polovině 17. století se přestává v dokumentech tato větev objevovat. Mnoho příslušníků rodu opustilo Čechy kvůli protestantské víře, jiní pak, přestože byli katolíky a nebyli pronásledováni, nebyli tak obratní jako jejich předci, ztráceli majetek, chudli a postupně splynuli s běžným obyvatelstvem. Dá se předpokládat, že ztráta výlučnosti erbu a nároku na příslušnost k vysoké šlechtě postihla degradací celý rod Tetourů. Nedokázali se bránit poručníkovi-uzurpátorovi, který je podvodem připravil o to nejcennější, dědictví zásluh vlastních předků. Přes odpor některých českých a moravských pánů a ve zmatku třicetileté války byl po dlouhých letech čekání královským majestátem zohledněn společný erb pro oba rody, kterým de facto panský stav přešel z Tetourů na Vchynské, kteří této výhody využívali a využívají až dodnes.
V 19. století žili členové rodu Tetourů v Prusku a Sasku jako svobodní páni a považovali se za starou českou šlechtu (von Tettau). Část rodu se v 17. století odstěhovala do Bavorska, kde založila další vesnici, dnešní Tettau a Kleintettau. Byli vlastníky skláren a porcelánek.
Všichni dnešní Tetourové, žijící v Čechách a na Moravě, ale zřejmě i v Nizozemí, Německu a dalších evropských zemích jsou potomky tohoto šlechtického rodu. 

## Erb
Původně nosili v červeném štítě tři stříbrné vlčí zuby, později k nim přibyla zlatá břevna s šesticípou hvězdou v modrém poli. Královským majestátem (listinou) z 21. března 1596 bylo vyhlášeno sjednocení erbu pro Karla, Zdeňka a Václava Tetoura z Tetova a Radslava a Jaroslava Vchynské z Vchynic v podobě: „Tři bílé zuby vlčí k levé straně skloněné v červeném poli, helm a dvě křídla proti sobě roztažená, pravé červené a levé bílé barvy, fafrnochy pak od helmu vytažené, po stranách z štítu pověšené, červené a bílé barvy.“ Příslušníci rodu Tetourů ale tento výnos nerespektovali a i v pozdějších dobách používali vlastní erb ve starších podobách, které se značně liší od údajů určených posledním majestátem.
Svou původní jednoduchostí erb dosvědčuje starobylost, protože se v nejstarší heraldice používaly jen prosté symboly Důvody, proč rod Tetourů dostal do znaku tři vlčí zuby je dnes neznámý. Je možné polemizovat, šlo-li vůbec o vlčí zuby, nebo jen tři trojúhelníky. Během staletí se v rodovém erbu místo vlčích zubů objevují i tři plameny. Do začátku 17. století zastávali příslušníci rodu Tetourů z Tetova přední místa v administrativě Českého království, jak dokládají malované erby na stropech a ostění sálů zemských desk a bývalého trůnního sálu ve Starém královském paláci na Pražském hradě.

## Osobnosti
- Vilém Tetour z Tetova († asi 1496–1498) měl pověst dobrého válečníka. Působil ve službách Jana z Rožmberka a králů Matyáše Korvína a Vladislava Jagellonského.[7] V řadách Černého pluku bojoval proti Turkům na jižní hranici i u Vídně. Později se stal jedním ze zemských soudců.[5]
- Julius Arnošt z Tetova (1644–1711), generálpolmistr a generálporučík infanterie Spojeného Nizozemska, generálporučík a místokrál vlámský a pevností na Šeldě ve Vévodství brabantském, nadlesní země kassantské, rytíř pruského Řádu černé orlice, vrchní zastupitel pruský a hejtman braniborský v Trmavě a Kuckene
- Jan Jiří z Tetova (1650–1713), komoří Bedřicha III., generálmajor jezdectva, velitel královské gardy, rytíř pruského Řádu černé orlice
- Daniel z Tetova (1670–1709), pruský královský generálmajor jízdy a nejvyšší grenadýr královské gardy, padl v bitvě u Malplaquet a byl pohřben v berlínském Garnisonkirche.
- Abel Friedrich z Tetova (1688–1761), ruský generálporučík a vrchní velitel města Archangelsku[8]
- Hans z Tetova (1888–1956), německý generál jezdectva
- Otto z Tetova (1868–1946), německý generálporučík

## Příbuzenstvo
Spojili se sňatky s pány z Dubé a z Lipé, ze Šumburka, se Žerotíny, Rožmberky, Hodějovskými z Hodějova, Beřkovskými ze Šebířova.